# Беседки (Петриковский район)
Беседки (бел. Беседкі) — деревня в Мышанском сельсовете Петриковского района Гомельской области Беларуси.

## География

### Расположение
В 40 км на восток от Петрикова, 2 км от железнодорожной станции Мышанка (на линии Лунинец — Калинковичи), 154 км от Гомеля.

## Транспортная сеть
Транспортные связи по просёлочной, затем автомобильной дороге Лунинец — Калинковичи. Планировка состоит из криволинейной улицы, ориентированной с юго-востока на северо-запад, к которой на севере присоединяются 2 прямолинейные улицы. Застроена плотно деревянными усадьбами.

## История
По письменным источникам известна с начала XVIII века как селение в Мозырском повете Минского воеводства Великого княжества Литовского. В 1772 году построена Димитровичская деревянная церковь, перестроена в 1854 году, в 1876 году капитально отремонтирована. В церковном архиве есть документы, подписанные Аскерком, на право пользования церковью частью его земельного надела в урочищах Плизново и Загалье, а также местным озером.
После 2-го раздела Речи Посполитой (1793 год) в составе Российской империи. В 1865 году открыто народное училище. По сведениям 1885 года в Копаткевичской волости Мозырского уезда Минской губернии. Согласно переписи 1897 года действовал хлебозапасный магазин. Сложные отношения жителей с помещиком привели в апреле 1906 года к вооружённому сопротивлению крестьян полиции, которая помогала судебному приставу во взыскании штрафа в пользу помещика. В результате 1 житель был убит, 1 ранен и 4 арестованы.
С 20 августа 1924 года до 18 ноября 1967 года центр Беседковского сельсовета Копаткевичского, с 25 декабря 1962 года Петриковского районов Мозырского (с 26 июля 1930 года и с 12 февраля 1935 года до 20 февраля 1938 года) округа, с 20 февраля 1938 года Полесской, с 8 января 1934 года Гомельской областей.
В 1929 году организован колхоз. В 1930 году начальная школа преобразована в семилетнюю (в 1935 году 184 ученика). Во время Великой Отечественной войны в мае 1944 года к началу операции «Багратион» жители из деревни, которая находилась в прифронтовой полосе, в целях безопасности переселены в деревню Гулевичи (Калинковичский район). В боях за деревню и окрестности погибли 247 советских солдат и партизан (похоронены в братской могиле около школы). 62 жителя погибли на фронте. Согласно переписи 1959 года в составе совхоза «Мышанка» (центр — деревня Мышанка). Работали фельдшерско-акушерский пункт, библиотека.

## Население

### Численность
- 2004 год — 73 хозяйства, 115 жителей.

### Динамика
- 1811 год — 40 дворов.
- 1816 год — 157 жителей.
- 1885 год — 45 дворов, 311 жителей.
- 1897 год — 81 двор, 472 жителя (согласно переписи).
- 1908 год — 94 двора, 604 жителя.
- 1917 год — 682 жителя.
- 1921 год — 198 дворов, 830 жителей.
- 1959 год — 816 жителей (согласно переписи).
- 2004 год — 73 хозяйства, 115 жителей.